# Trifolium lupinaster
Trifolium lupinaster är en ärtväxtart som beskrevs av Carl von Linné. Trifolium lupinaster ingår i släktet klövrar, och familjen ärtväxter.

## Underarter
Arten delas in i följande underarter:
- T. l. angustifolium
- T. l. lupinaster